# Степной сельсовет (Башкортостан)
Степно́й сельсове́т (баш. Степной ауыл советы) — упразднённая в 2008 году административно-территориальная единица и сельское поселение (тип муниципального образования) в составе Хайбуллинского района Башкортостана. Объединён с сельским поселением Акъярский сельсовет. Административный центр и единственный населённый пункт — село Степной.
Код ОКАТО — 80255834000.

## История
Закон Республики Башкортостан от 19.11.2008 N 49-з «Об изменениях в административно-территориальном устройстве Республики Башкортостан в связи с объединением отдельных сельсоветов и передачей населённых пунктов», ст.1 гласил:

 "Внести следующие изменения в административно-территориальное устройство Республики Башкортостан:
 45)по Хайбуллинскому району…
б) объединить Акъярский и Степной сельсоветы с сохранением наименования «Акъярский» с административным центром в селе Акъяр.
Включить село Степной Степного сельсовета в состав Акъярского сельсовета.

Утвердить границы Акъярского сельсовета согласно представленной схематической карте.

Исключить из учётных данных Степной сельсовет

## Географическое положение
На 2008 год граничил с Оренбургской областью, муниципальными образованиями: Акъярский сельсовет, Татыр-Узякский сельсовет, Новозирганский сельсовет, Фёдоровский сельсовет («Закон Республики Башкортостан от 17.12.2004 N 126-з (ред. от 19.11.2008) „О границах, статусе и административных центрах муниципальных образований в Республике Башкортостан“»).

## Природа
Река Ташла, овраг Кайын Узяк.